# 수족구병
수족구병(手足口病, 영어: Hand, Foot and Mouth Disease, HFMD) 또는 손발입병 (손, 발, 입에 발생한다고 하여 붙여진 이름)은 피코르나바이러스 계열의 바이러스에 감염되어 발발하는 인간 전염병이다. 주로 콕사키 A 바이러스나 엔테로바이러스 71(EV71)에 의해 발병하는 질병이다.
수족구는 유아나 아동이 흔히 감염되는 전염병이다. 보통 접촉에 의해 감염이 되며, 침이나 타액, 진액 또는 감염자의 배설물에 의한 직접적인 접촉에 의해 감염이 된다. 특히 배변을 한 아기 기저귀에 의해 감염이 되기 쉽다. 초등학교 저학년이나 유치원 이하의 어린 아동이나 유아들이 쉽게 감염되며, 여름에서 가을까지 유행을 한다. 일반적인 잠복기는 3~7일이다.
성인에게는 극히 예외적인 질병이긴 하지만, 가능성은 남아 있다. 대부분의 성인들은 이러한 바이러스를 충분히 퇴치할 수 있는 면역력을 가지지만, 면역 결핍인 사람들에게는 매우 걸릴 확률이 높은 질병이기도 하다.

## 증상

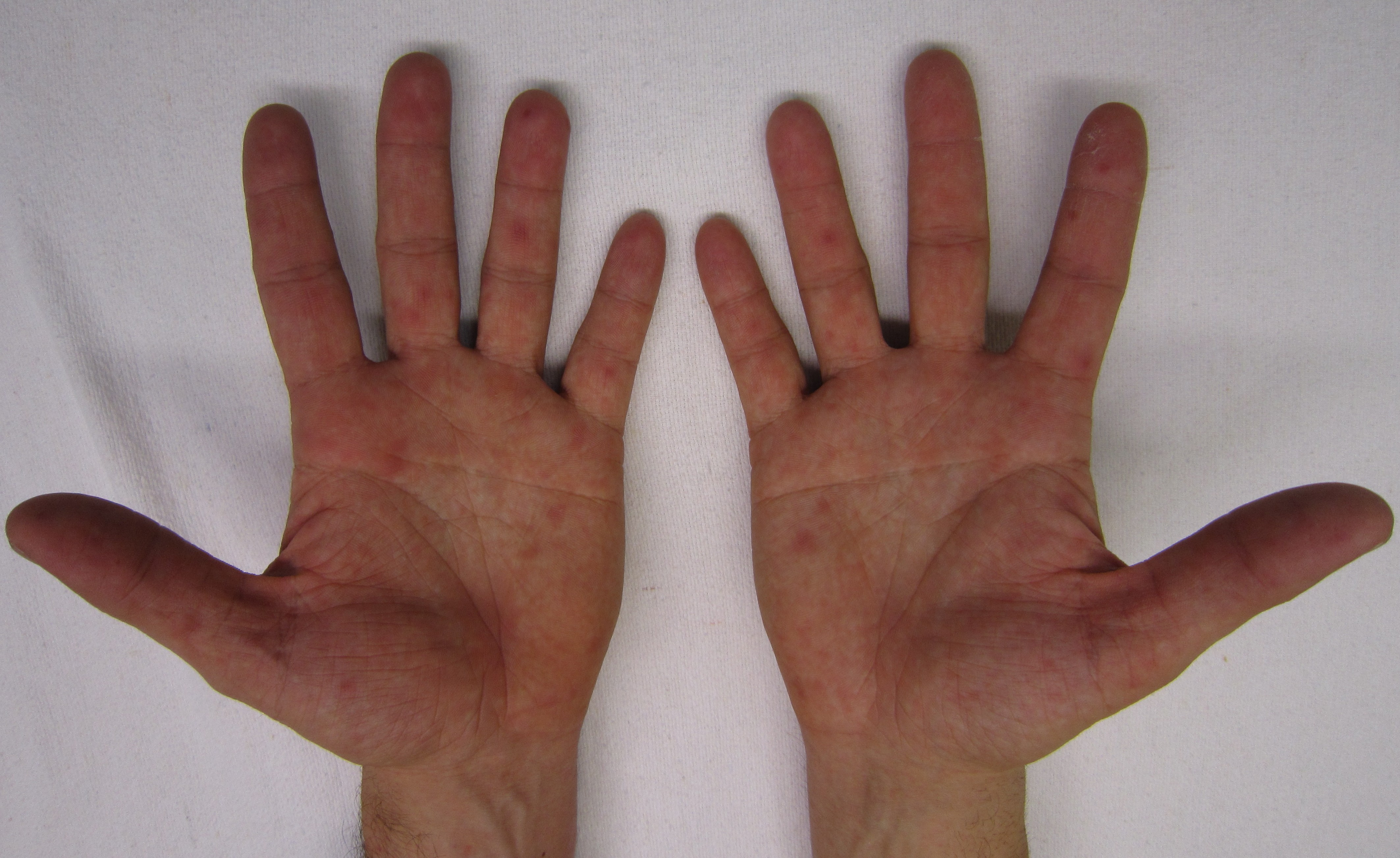
손의 발진

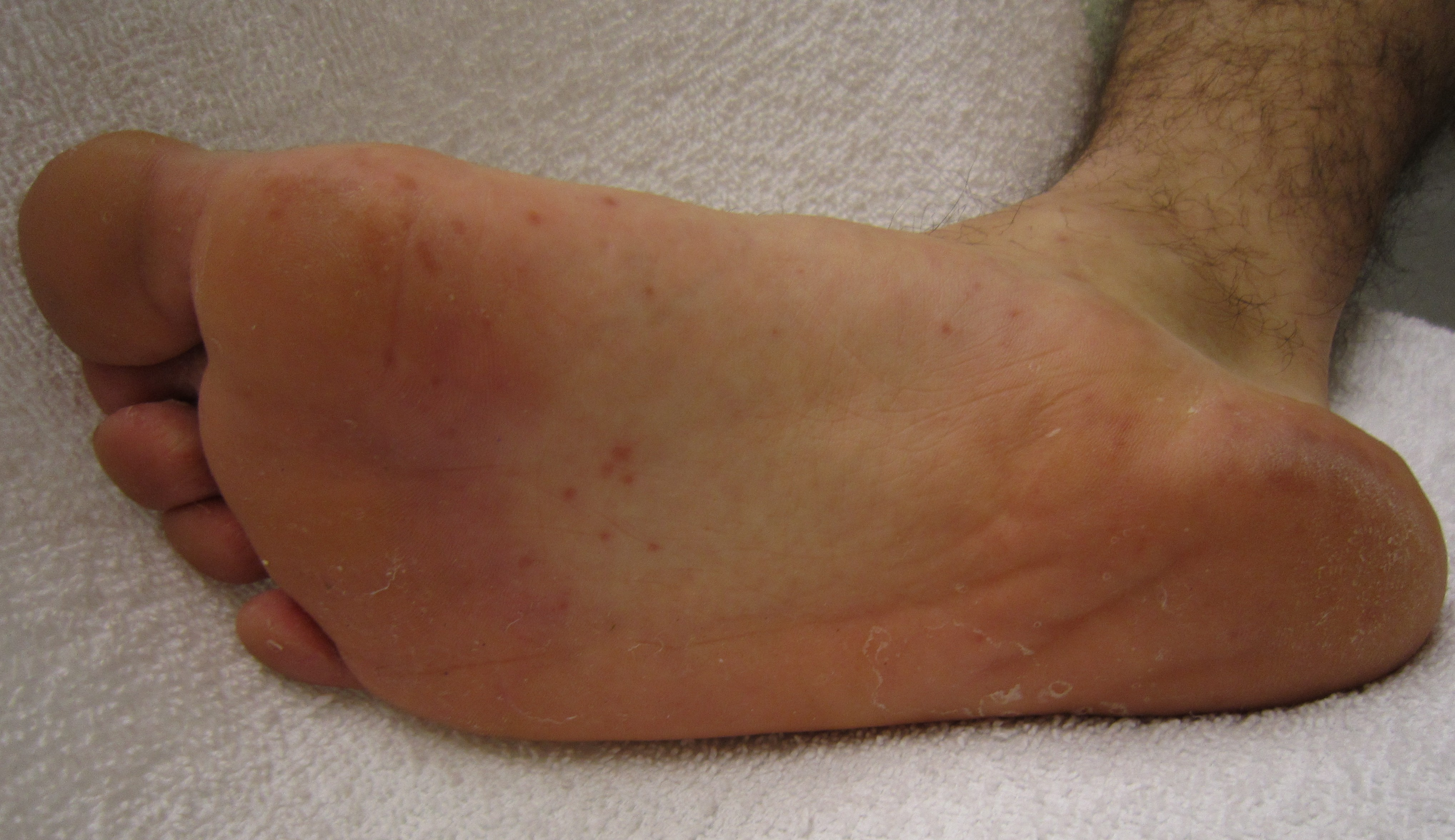
발의 발진

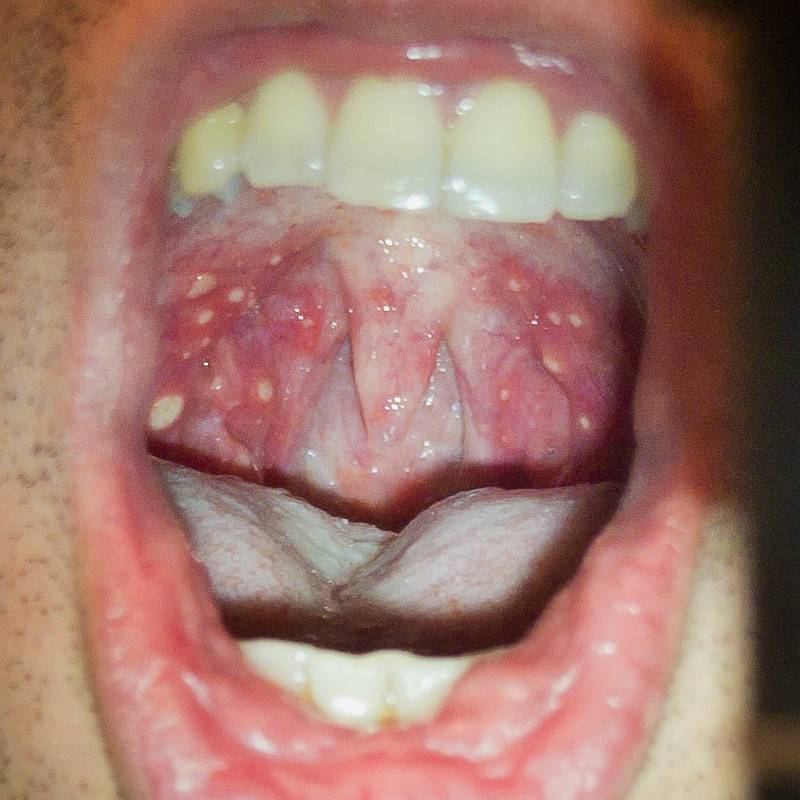
구강 내부 발진

개인마다 증상의 차가 있고, 항상 모든 징후가 나타나지는 않지만 수족구병의 증상으로서는 다음과 같은 것이 있다：
- 발열
- 두통
- 구토
- 입술 주위의 홍조
- 아픈 구강 내 물집
- 목구멍이 부어오름
- 손발의 물집이나 진무름
- 식욕감퇴

## 예방과 치료
예방을 위해서는 손을 자주 씻고 감염된 유아와 물건을 공유하거나 신체접촉을 피해야 한다. 감염자의 기침이나 재채기에도 쉽게 감염될 수 있으며, 3~7일의 잠복기를 가진다.
수족구병을 위한 특별한 치료는 없다. 진무름과 발열이나 통증과 같은 각각의 증상은 약물을 이용해 완화시킬 수 있다. 근본 증세는 일정한 과정을 거쳐 진행하는 바이러스성 질환이며, 증상이 심하지 않으면 의사는 이 병의 처방전을 쓰지 않는 경우도 있다.
보통 증세가 나을 때까지 자택에서 안정을 취하는 것이 병에 괴로워하는 아이에게 가장 중요하며 2차 전염에 의한 전파도 막을 수 있다. 해열제는 고열을 내리는데 도움이 되어, 물이나 미온수에 의한 입욕도 유아의 열을 내리는데 도움이 된다.
하지만, 개인마다 진행되는 병세의 증상이 동일하다고 볼 수 없기 때문에 의사의 진단과 처방은 반드시 필요하다.

## 유행성 사례

### 최근 발병
- 2010년 3월 중화인민공화국 광시 성, 허난성, 광둥성, 산둥성, 허베이성에서 환자가 발생하여 43만명이 전염되고, 그 중 260명이 목숨을 잃었다.[1]
- 2009년 4월 15일 중화인민공화국 베이징에서 가까운 허난성에서 3만명 이상의 수족구 환자가 발생하여 이 중 25명의 목숨을 잃었다고 신화통신이 보도했다.[2] 4월 18일 상하이에서도 29개월된 남아가 수족구로 인해 첫 사망자가 발생했다고 보도했다.[3]
- 2009년 4월 28일 경기도 수원시에 사는 12개월 된 영아가 발진이 생긴 뒤 무기력증 증상을 보이다가 5월 4일 혼수상태에 빠져 다음날인 5월 5일 숨지면서 대한민국에서도 그 사망 사례가 발생하였다.
- 2008년 5월에 중화인민공화국 안후이성에서 발생한 엔테로바이러스 EV71에 의해 중국 각 지역에 크게 번졌다. 대개 7세 미만의 어린이에게 발병하며, 손발과 입안에 붉은 반점을 발생시키며 고열을 동반한다. 중국에서는 현재 이 병을 법정 3종 전염병으로 규정하고 있다.
- 2010년 3월 광시성, 허난성, 광둥성, 허베이성, 산둥성에서 70,756명의 환자가 발병하여 40명이 죽었다.
- 2008년 5월, 중화인민공화국에서 약 25,000명의 감염자의 보도
- 2008년 4월, 중화인민공화국 안후이성에서 EV71에 의해 19명의 아동사망 보도

### 과거 발병
- 1998년, 중화민국에서 수족구병 유행. 78명의 소아 사망. 그 중 92%는 EV71이 검출
- 1997년, 말레이시아에서 본증(EV71 분리 증례)이 발생해 34명의 아동 사망
- 1978년 헝가리에서 EV71에 의한 사망 예 보고.
- 1975년 불가리아에서 EV71에 의한 사망 예 보고.

## 같이 보기
- 포진성 구협염